# Liste der Biografien/Mena
Liste der Biografien |
Portal Biografien |
Personensuche
# |
A |
B |
C |
D |
E |
F |
G |
H |
I |
J |
K |
L |
M |
N |
O |
P |
Q |
R |
S |
T |
U |
V |
W |
X |
Y |
Z |
?
 
Ma |
Mb |
Mc |
Md |
Me |
Mf |
Mg |
Mh |
Mi |
Mj |
Mk |
Ml |
Mm |
Mn |
Mo |
Mp |
Mq |
Mr |
Ms |
Mt |
Mu |
Mv |
Mw |
Mx |
My |
Mz
 
Mea–Mee |
Mef |
Meg |
Meh |
Mei |
Mej |
Mek |
Mel |
Mem |
Men |
Meo |
Mep |
Mer |
Mes |
Met |
Meu |
Mev |
Mew |
Mex |
Mey |
Mez
 
Mena |
Menc |
Mend |
Mene |
Menf |
Meng |
Menh |
Meni |
Menj |
Menk |
Menl |
Menn |
Meno |
Menr |
Mens |
Ment |
Menu |
Menv |
Menw |
Meny |
Menz
Die Liste der Biografien führt alle Personen auf, die in der deutschsprachigen Wikipedia einen Artikel haben. Dieses ist eine Teilliste mit 118 Einträgen von Personen, deren Namen mit den Buchstaben „Mena“ beginnt.

## Mena
- Mena Abrantes, José (* 1945), angolanischer Schriftsteller
- Mena Arroyo, Luis (1920–2009), mexikanischer Geistlicher, Erzbischof der römisch-katholischen Kirche und Weihbischof in Mexiko-Stadt
- Mena Díaz, Pedro Sergio de Jesús (* 1955), mexikanischer römisch-katholischer Geistlicher, Weihbischof in Yucatán
- Mena Porta, Juan José Aníbal (1889–1977), paraguayischer Geistlicher
- Mena Solórzano, Luís, nicaraguanischer Politiker, Präsident von Nicaragua
- Mena, Ana (* 1997), spanische Popsängerin und SchauspielerinAna Mena (* 1997)

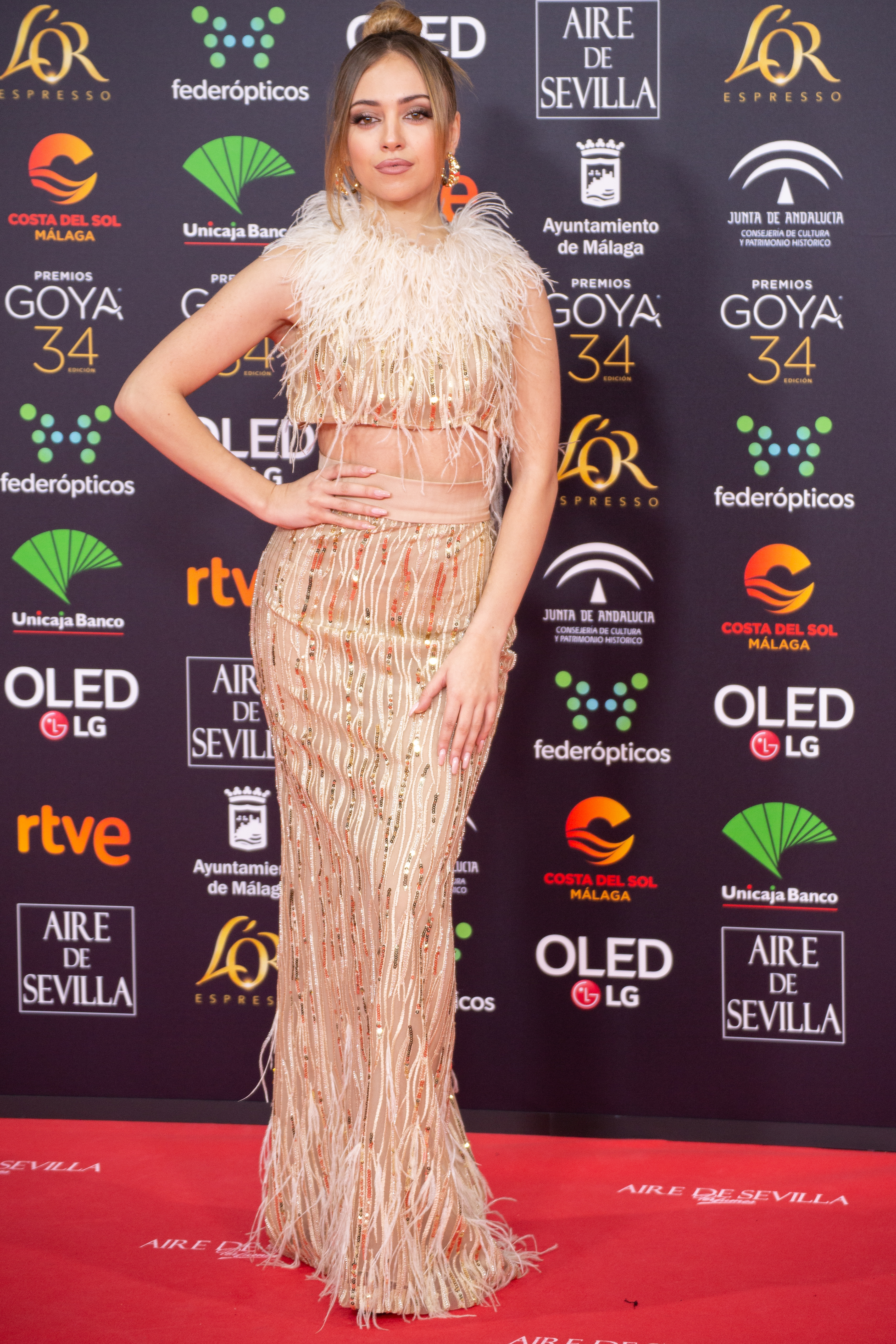
Ana Mena (* 1997)

- Mena, Ángel (* 1988), ecuadorianischer Fußballspieler
- Mena, Edwin (* 1958), ecuadorianischer Radrennfahrer
- Mena, Elila (1918–1970), dominikanische Pianistin und Musikpädagogin
- Mena, Eugenio (* 1988), chilenischer Fußballspieler
- Mena, Facundo (* 1992), argentinischer Tennisspieler
- Mena, Gabriel († 1528), spanischer Dichter und Komponist
- Mena, Jesús (* 1968), mexikanischer Wasserspringer
- Mena, José (* 1989), costa-ricanisch-guatemaltekischer Fußballspieler
- Mena, Juan de (1411–1456), spanischer Dichter
- Mena, Leonel (* 1982), chilenischer Fußballspieler
- Mena, Luis (* 1979), chilenischer Fußballspieler
- Mena, Luis Emilio (1895–1964), dominikanischer Komponist und Musiker
- Mena, Maria (* 1986), norwegische PopsängerinMaria Mena (* 1986)

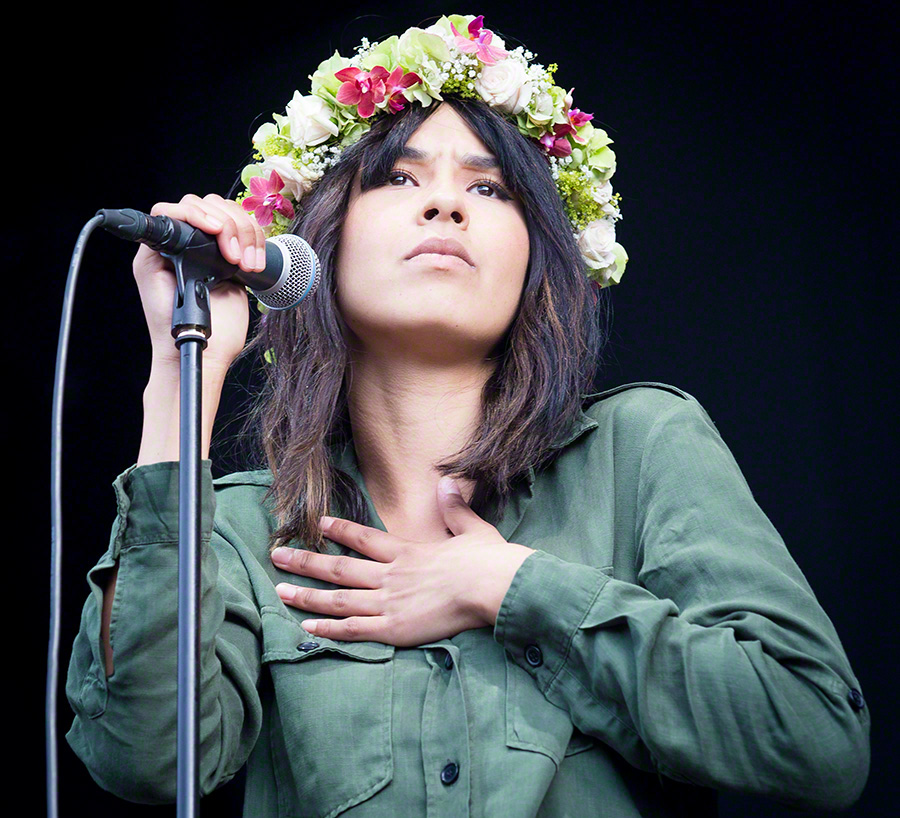
Maria Mena (* 1986)

- Mena, Mario (1928–2013), bolivianischer Fußballspieler
- Mena, Milagro (* 1993), costa-ricanische Radrennfahrerin
- Mena, Omar (* 1966), kubanischer Sprinter
- Mena, Pedro de († 1688), spanischer Bildhauer
- Mena, Raúl (* 1995), kolumbianischer Leichtathlet
- Mena, Reynier (* 1996), kubanischer Leichtathlet
- Mena, Wienstan (* 1998), guatemaltekischer Hürdenläufer
- Mena, Yorleys (* 1991), kolumbianischer Fußballspieler

### Menab
- Menabrea, Luigi Federico (1809–1896), italienischer Wissenschaftler, General und Politiker
- Menabuoi, Giusto de’, italienischer Maler des Trecento

### Menac
- Menace, Kris (* 1980), deutscher Musiker und Musikproduzent
- Menachem Asarja da Fano (1548–1620), italienischer Kabbalist
- Menachem ben Jakob ben Salomo ben Menachem († 1203), Chasan/Kantor
- Menachem ben Salomo (* 1249), katalanischer Halachist und Religionsphilosoph
- Menachem ben Saruq, jüdischer Gelehrter
- Menachem Mendel ben Meir (1745–1815), jüdischer Gelehrter, Chassidim
- Menachem Mendel von Kotzk (1787–1859), chassidischer Rabbiner
- Menachem Mendel von Witebsk, Führer der chassidischen Bewegung
- Menacher, Heidi (1941–2019), deutsche Badmintonspielerin
- Menacher, Peter (* 1939), deutscher Kommunalpolitiker (CSU), Oberbürgermeister von Augsburg
- Menacho, Paola, bolivianisch-kolumbianische Fernsehmoderatorin, Schauspielerin und Model

### Menad
- Menad, Djamel (1960–2025), algerischer Fußballspieler und -trainer
- Menadier, Dorothea (1891–1944), deutsche Numismatikerin
- Menadier, Julius (1854–1939), deutscher Numismatiker
- Menadier, Karl (1889–1914), deutscher Numismatiker

### Menag
- Ménage, Gilles (1613–1692), französischer Autor und Sprachwissenschaftler
- Menage, Marie (* 1967), mauritische Windsurferin
- Ménageot, François-Guillaume (1744–1816), französischer Maler
- Ménager, Constant (1889–1970), französischer Radrennfahrer
- Ménager, Jacques (1912–1998), französischer Geistlicher, Erzbischof von Reims
- Menager, Laurent (1835–1902), luxemburgischer Komponist, Organist und Musikpädagoge

### Menah
- Menahem, König des Nordreichs Israel
- Menahem († 66), Zelot und Militärführer im Jüdischen Krieg

### Menai
- Menaichmos, griechischer Bildhauer
- Menaichmos, Entdecker der Parabel und der Hyperbel
- Menaichmos von Sikyon, griechischer Historiker
- Menaidas, böotischer Töpfer

### Menak
- Menaka, Lasitha (* 1987), sri-lankischer Badmintonspieler

### Menal
- Menaldo, Kévin (* 1992), französischer Stabhochspringer

### Menam
- Menamparampil, Thomas (* 1936), indischer Geistlicher, emeritierter römisch-katholischer Erzbischof von Guwahati

### Menan
- Menand, Louis (* 1952), US-amerikanischer Anglist, Literaturkritiker und Kulturhistoriker
- Menander, griechischer DichterMenander

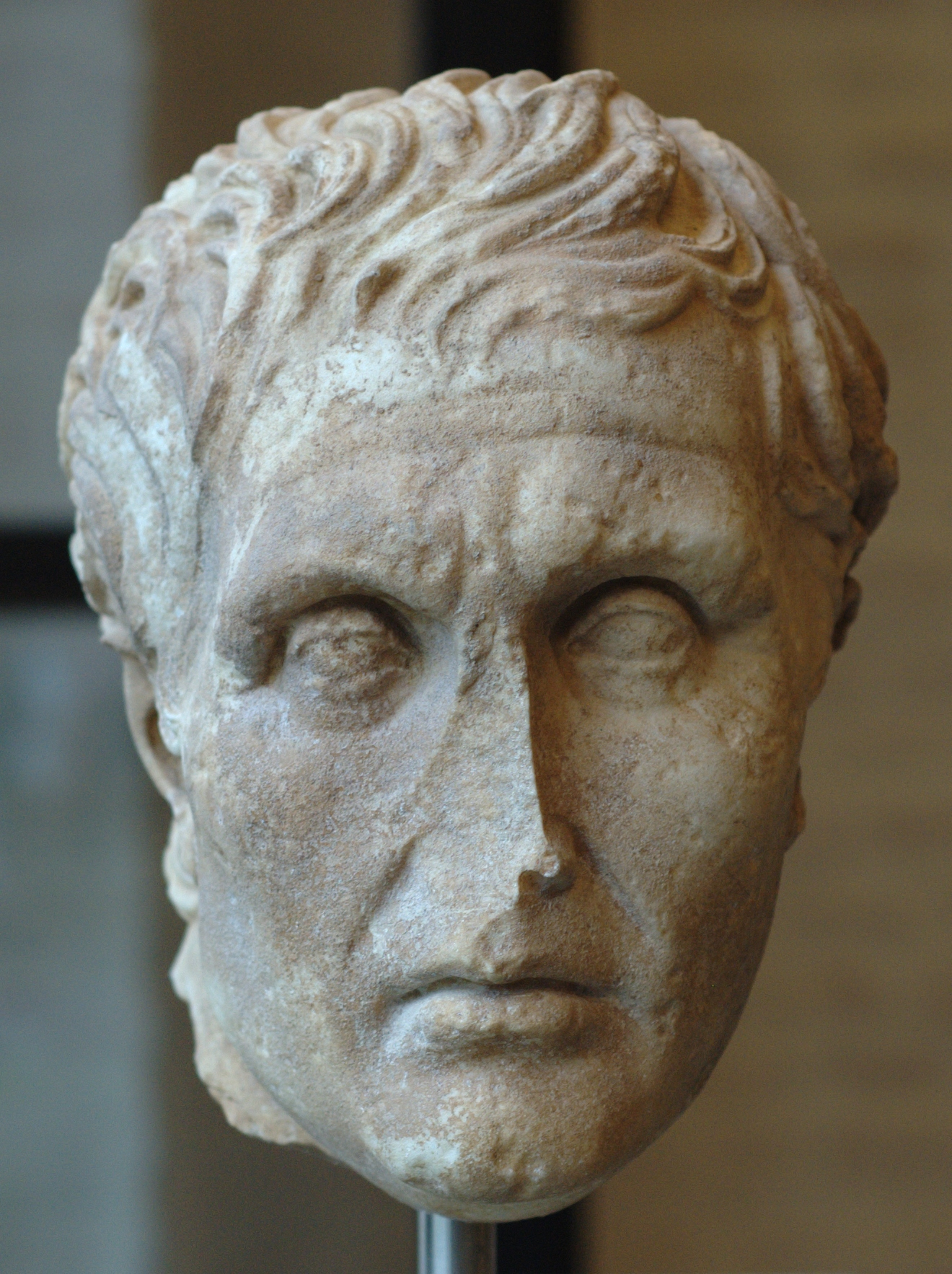
Menander

- Menander Protektor, spätantiker oströmischer Historiker
- Menander Rhetor, spätantiker Redner und Rhetoriktheoretiker
- Menander von Ephesos, antiker griechischer Historiker
- Menander, Arrius, bedeutender römischer Jurist italischer Herkunft
- Menandros, Feldherr Alexanders des Großen, Satrap von Lydien
- Menandros, samaritanischer Gnostiker
- Menandros († 405 v. Chr.), griechischer General
- Menandros, griechisch-indischer König
- Menant, Joachim (1820–1899), französischer Orientalist
- Menant, Marc (* 1949), französischer Schriftsteller und Journalist sowie ehemaliger Autorennfahrer

### Menap
- Menapace, Lidia (1924–2020), italienische Politikerin und Publizistin (Südtirol)
- Menapace, Richard (1914–2000), italienisch-österreichischer Radrennfahrer
- Menapi, Commins (1977–2017), salomonischer Fußballspieler und -trainer

### Menar
- Menar, Louis (1939–2014), Schweizer Sänger, Entertainer, Gitarrenspieler und Bandleader
- Menara, Hanspaul (* 1945), italienischer Wanderer, Landeskundler, Publizist und Fotograf (Südtirol)
- Menard, Andrea (* 1971), kanadische Schauspielerin, Dramatikerin und Singer-SongwriterinAndrea Menard (* 1971)

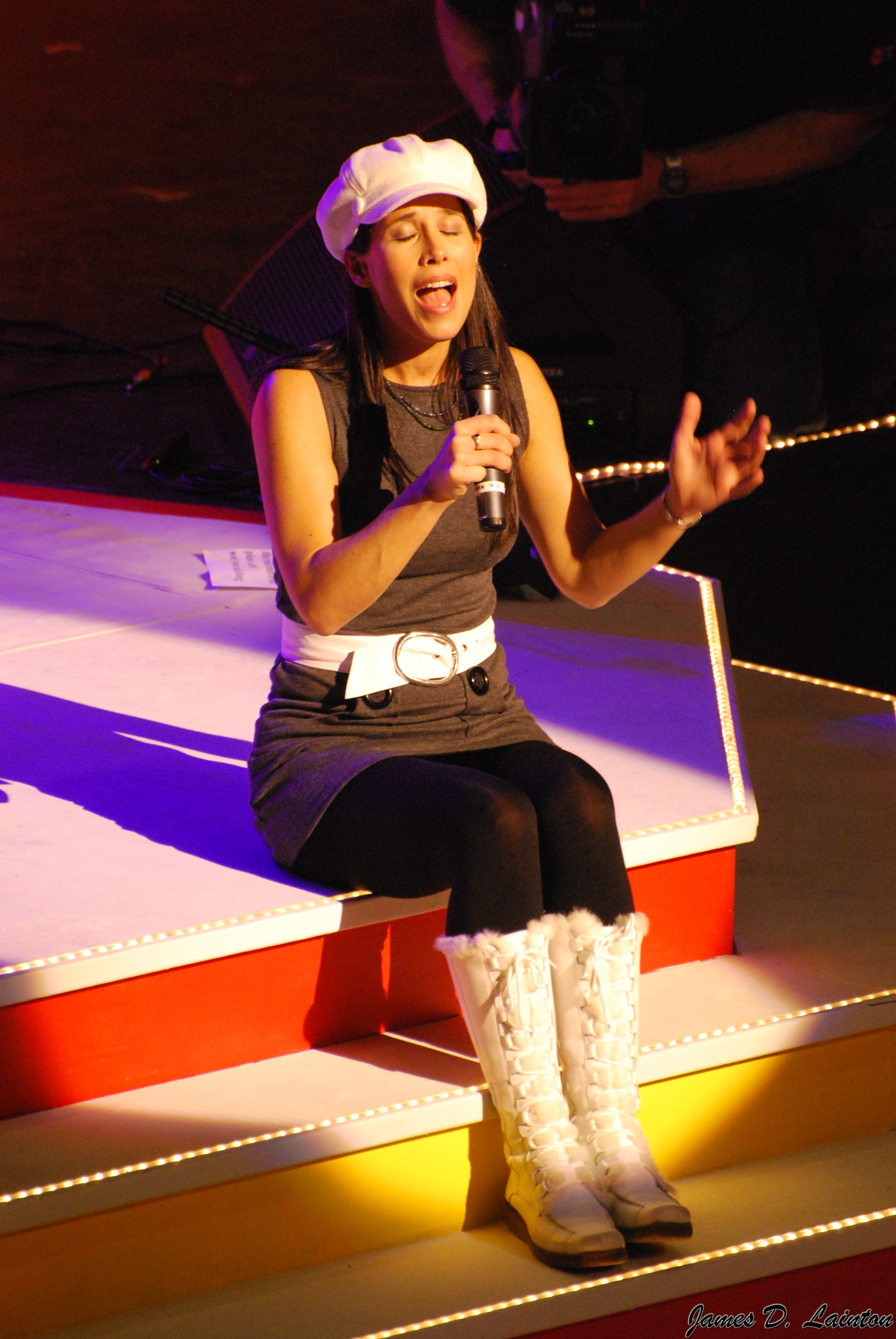
Andrea Menard (* 1971)

- Ménard, Claude (1906–1980), französischer Hochspringer
- Menard, Henry William (1920–1986), US-amerikanischer Geologe
- Ménard, Jean-Ernest (1910–1973), französischer römisch-katholischer Geistlicher und Bischof von Rodez
- Menard, John (* 1940), US-amerikanischer Unternehmer
- Ménard, Louis (1822–1901), französischer Religionswissenschaftler, Historiker und Chemiker
- Ménard, Michel (* 1961), französischer Politiker, Mitglied der Nationalversammlung
- Ménard, Oliver (* 1965), deutscher Schriftsteller und Journalist
- Menard, Paul (* 1980), US-amerikanischer NASCAR-Rennfahrer
- Ménard, Phia (* 1971), französische Performerin, Jongleurin und Regisseurin
- Menard, Pierre (1766–1844), US-amerikanischer Politiker
- Ménard, Réal (* 1962), kanadischer Politiker
- Ménard, Robert (* 1953), französischer Journalist und PolitikerRobert Ménard (* 1953)

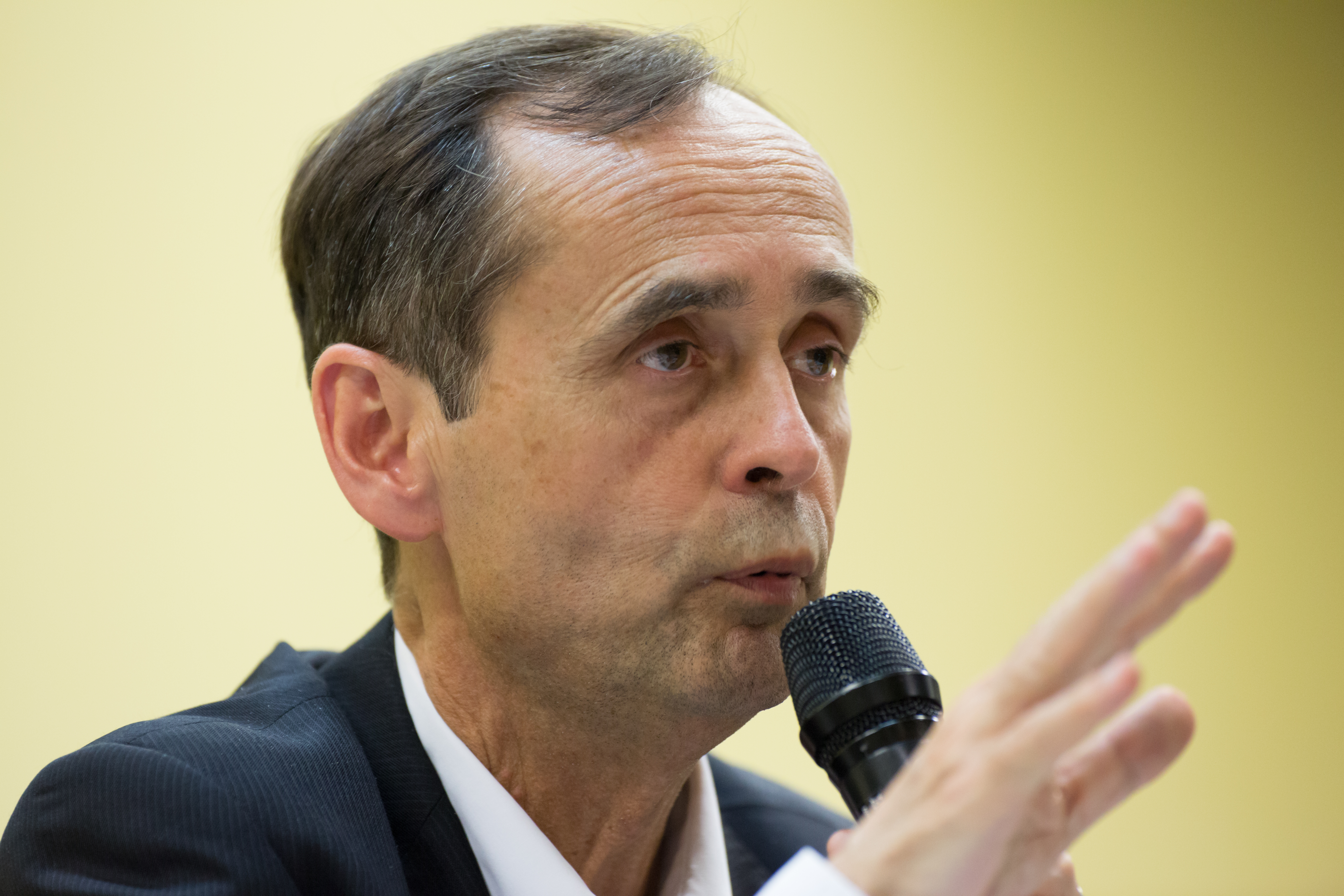
Robert Ménard (* 1953)

- Menard, Sharon (* 1934), US-amerikanische Mathematikerin und Informatikerin
- Ménard, Yvonne (1929–2013), französische Tänzerin
- Menardi, Antonio (* 1959), italienischer Curler
- Menardi, Christoph, deutscher Filmproduzent
- Menardi, Hans (1885–1955), österreichischer Architekt
- Menardi, Herlinde (* 1949), österreichische Volkskundlerin
- Menardi, Josef (1925–2020), österreichischer Architekt und Denkmalpfleger
- Menardi, Leo (1903–1954), italienischer Filmregisseur und -produzent
- Menardi, Severino (1910–1978), italienischer Wintersportler
- Menardi, Wolfgang (* 1977), Regisseur, Bühnenbildner und Schauspieler
- Menardo, Annick, französische Parfümeurin

### Menas
- Menas, christlicher Märtyrer und Heiliger
- Menas († 552), Patriarch von Konstantinopel (536–552)
- Menas († 1058), griechisch-orthodoxer Patriarch von Jerusalem
- Menasce, Jean de (1902–1973), französischer Dominikaner
- Menassa, May (1939–2019), libanesische Journalistin und Schriftstellerin
- Menasse ben Israel (1604–1657), portugiesisch-holländischer Rabbi, Diplomat, Schriftsteller und Gelehrter
- Menassé, Eliana (* 1930), mexikanische Malerin
- Menasse, Eva (* 1970), österreichische Journalistin und SchriftstellerinEva Menasse (* 1970)

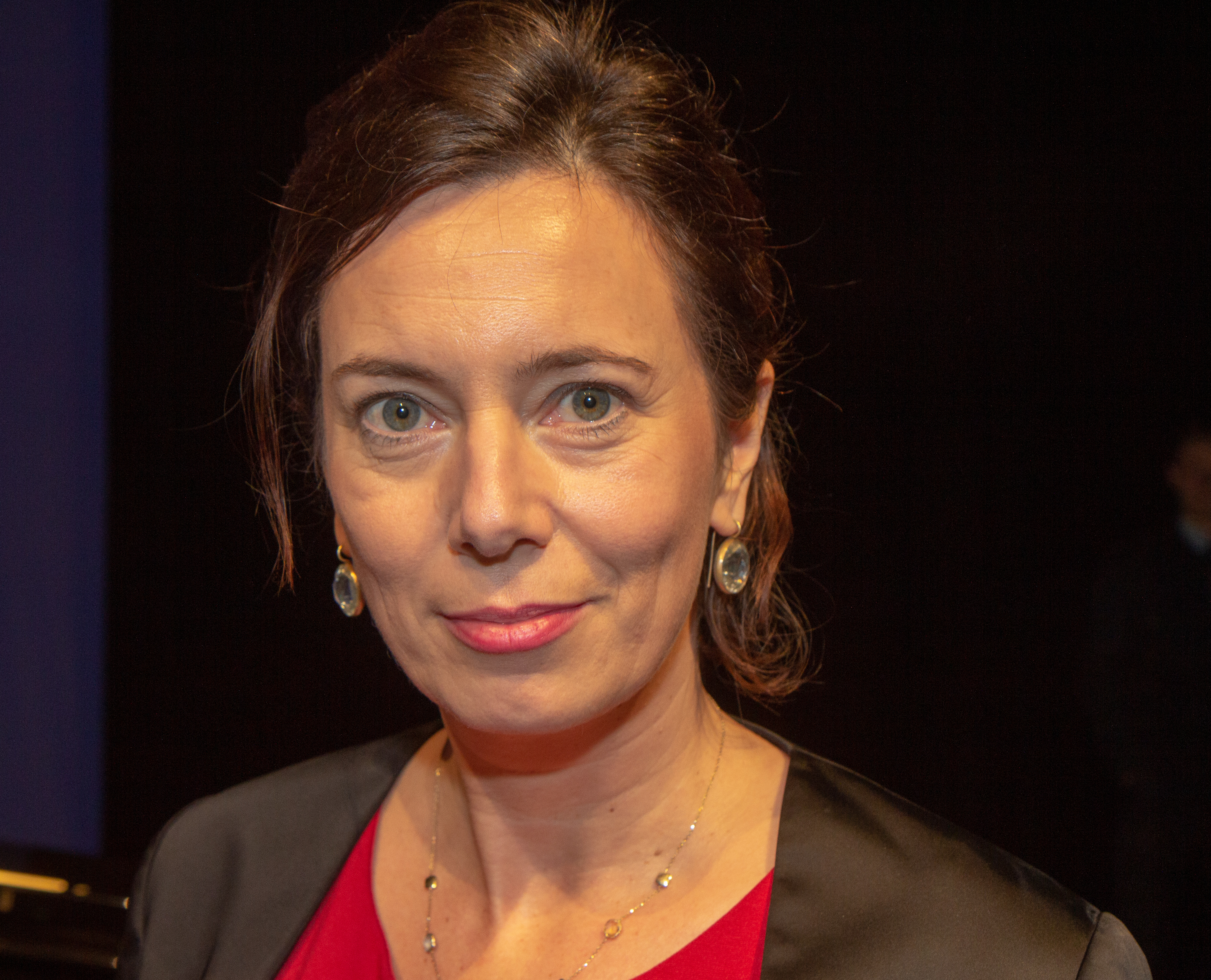
Eva Menasse (* 1970)

- Menasse, Hans (1930–2022), österreichischer Fußballspieler
- Menasse, Peter (* 1947), österreichischer Kommunikationsberater und Publizist
- Menasse, Robert (* 1954), österreichischer Schriftsteller und Essayist
- Menasse-Wiesbauer, Elisabeth (* 1954), österreichische Kulturmanagerin und Museumsleiterin

### Menat
- Menath, Dieter (* 1953), deutscher Gymnasialpädagoge, Psychologe und Autor
- Menati, Stefano (1638–1695), italienischer Priester, Protonotar und Bischof von Como

### Menau
- Menauer, Josef (* 1983), deutscher Eishockeyspieler
- Menaul, Austin (1888–1975), US-amerikanischer Zehnkämpfer
- Menault, Pierre (1642–1694), französischer Komponist und Kapellmeister

### Menaw
- Menawa, Häuptling der Oberen Muskogee